# Vesselina Breskovska
 (avril 2012).
Si vous disposez d'ouvrages ou d'articles de référence ou si vous connaissez des sites web de qualité traitant du thème abordé ici, merci de compléter l'article en donnant les références utiles à sa vérifiabilité et en les liant à la section « Notes et références ».
Vesselina Vassileva Breskovska, née à Granit, le 6 décembre 1928 et morte à Sofia le 12 août 1997, est une cristallographe et minéralogiste bulgare.

## Espèces minérales décrites
- Ardaïte[2]

## Prix et distinctions
- Président de la Société minéralogique de Bulgarie (1997)
- Vice-recteur de l'université Saint-Clément-d'Ohrid de Sofia (1984-1988)
- Secrétaire de l'Académie bulgare des sciences (1973-1977)
- Membre honoraire de l'Académie des sciences de Russie

## Sources
- (en) Cet article est partiellement ou en totalité issu de l’article de Wikipédia en anglais intitulé « Vesselina Breskovska » (voir la liste des auteurs).